# フリーダ (小惑星)
フリーダ (722 Frieda) は小惑星帯に位置する小惑星である。ウィーンでヨハン・パリサによって発見された。
オーストリアの天文学者、カール・ヒレブラント (Karl Hillebrand) の娘にちなんで命名された。